# Jimbaran
Jimbaran (oude spelling Djimbaran) is een plaatsje helemaal in het zuiden van het eiland Bali in Indonesië. Het is een vissersplaatsje met stranden en werd door het toerisme veranderd en uitgebreid. Het ligt in het regentschap Badung.
Het ligt pal ten zuiden van Ngurah Rai International Airport op de landtong met het schiereiland Nusa Dua. Er staan luxe hotels, villa's en op het strand zijn (vooral 's avonds) veel visrestaurants.
Op 1 oktober 2005 werden hier en in het ernaast gelegen Kuta door islamitische extremisten aanslagen gepleegd met vele doden. Na beide aanslagen was er een grote dip in toeristenaantallen te zien.
Jimbaran staat internationaal bekend als een van de meest exclusieve plaatsen van Bali. In Jimbaran, op het AYANA resort, staat de Rockbar Bali die door CNN en The New York Times als een van de beste bars van de wereld bekroond is.
De universiteit van Bali, genaamd Universitas Udayana, is hier gelegen.

## Foto's

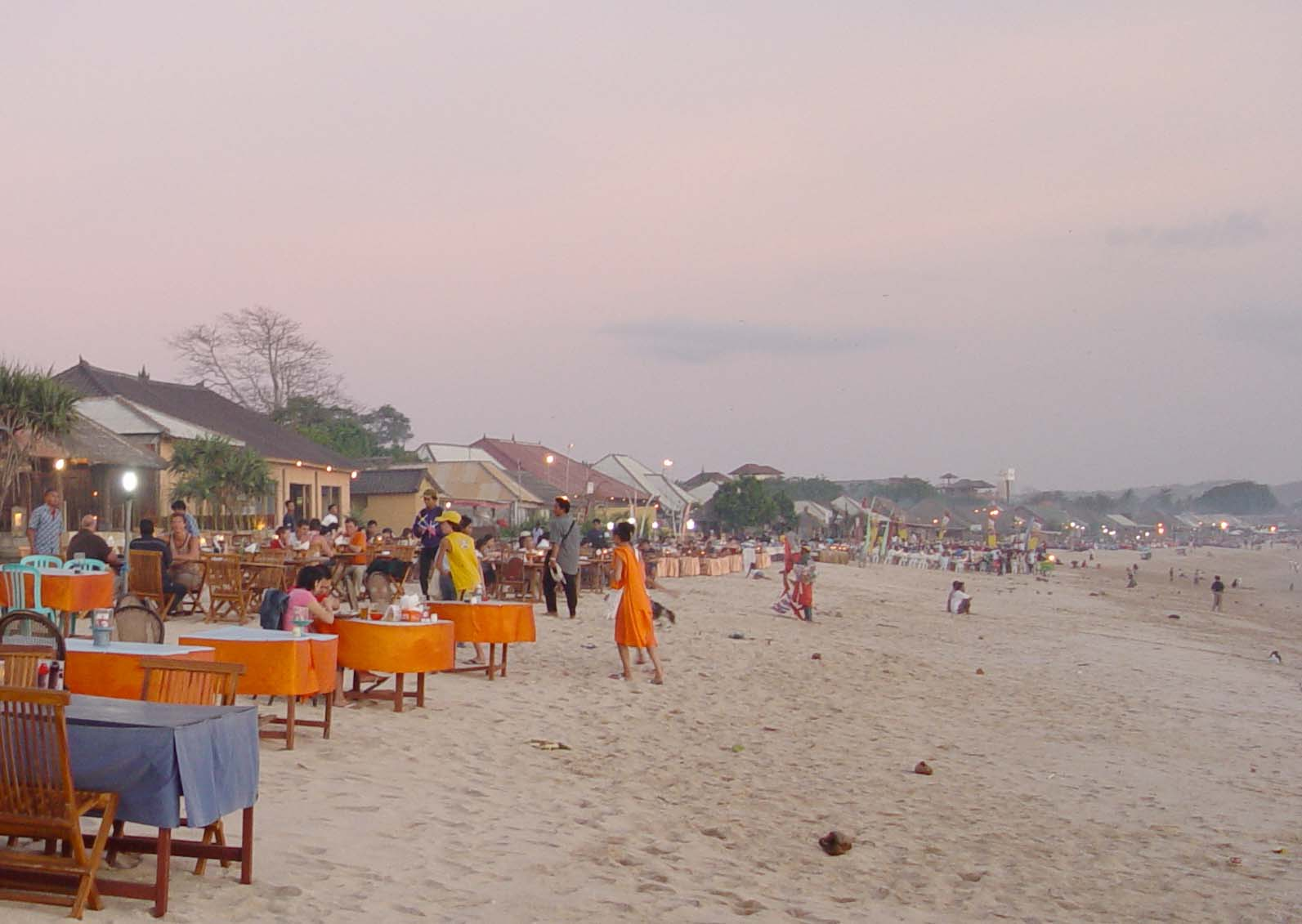
Jimbaran
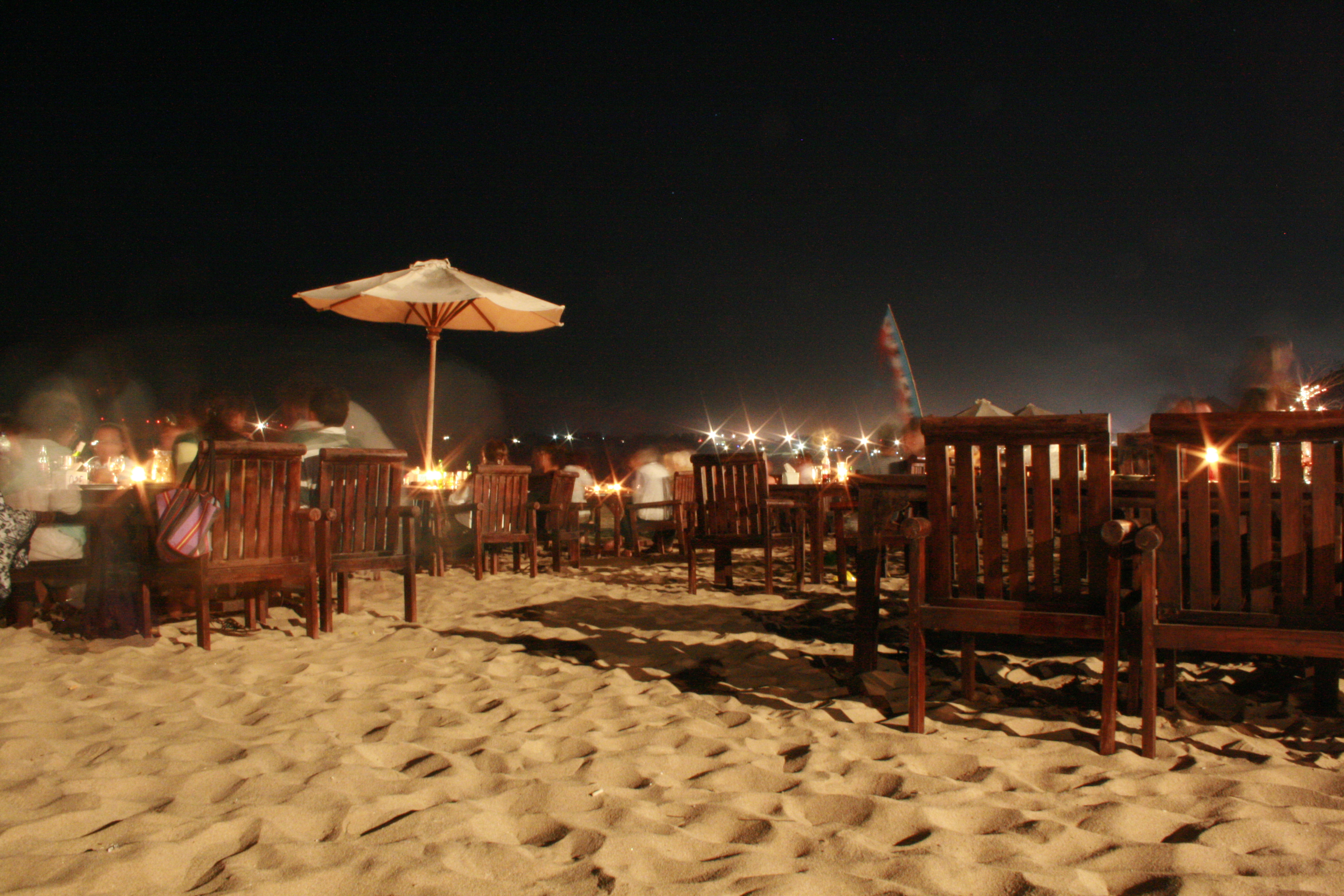
Nacht
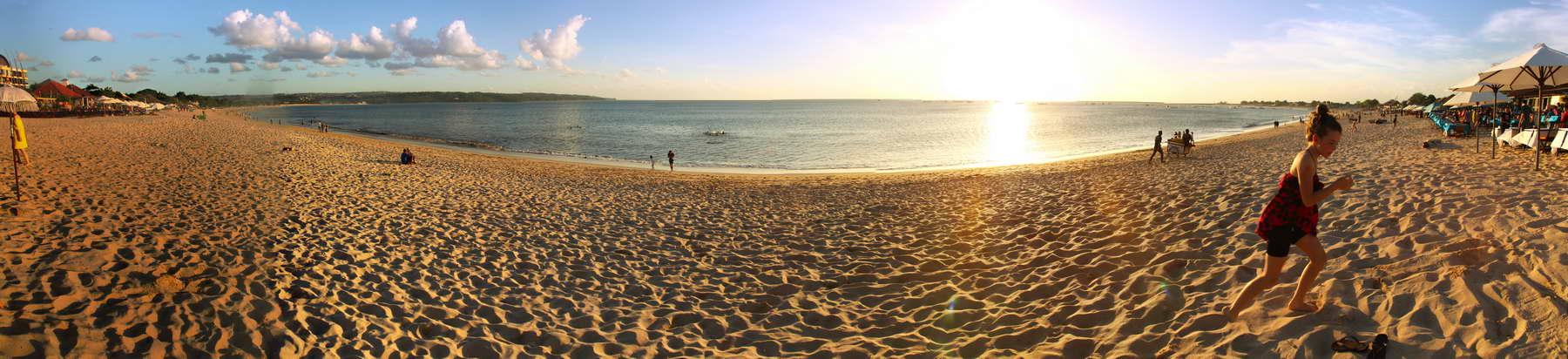
Panorama over het strand
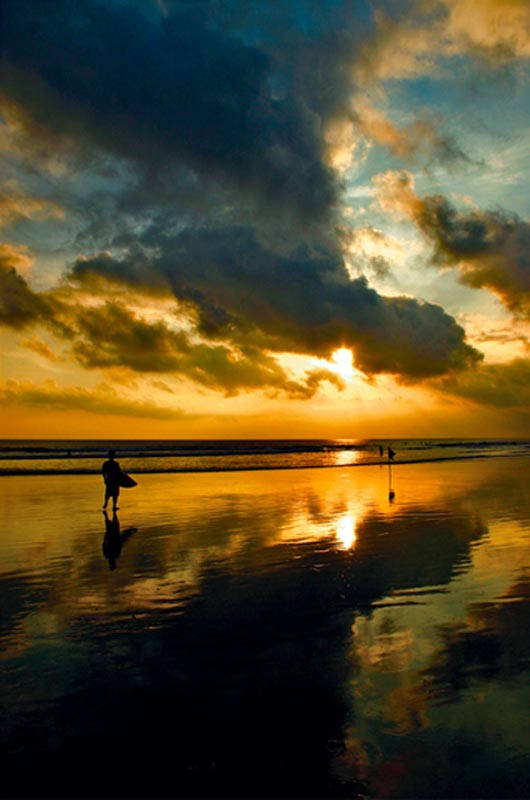
Avond in juni
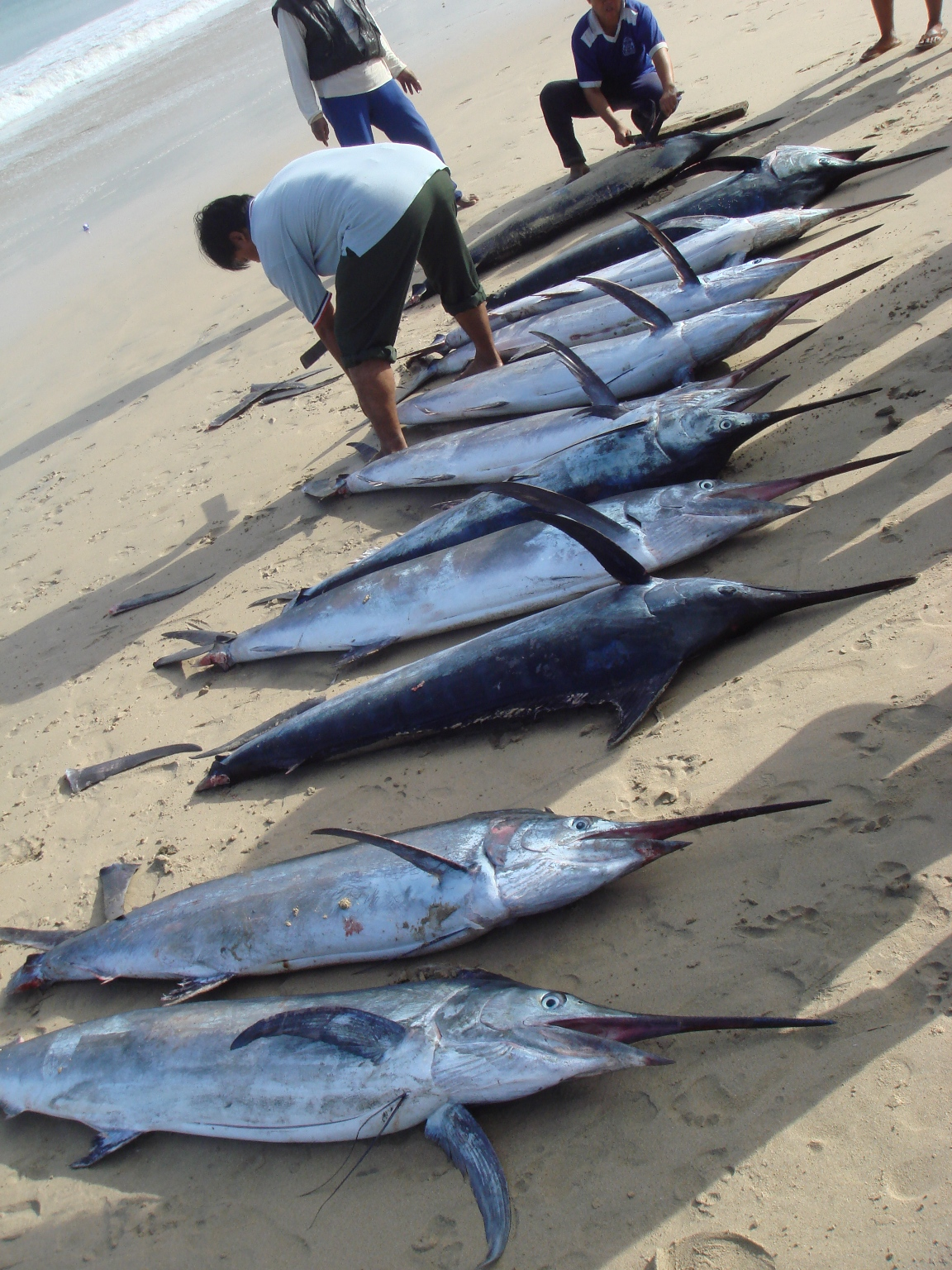
Visvangst
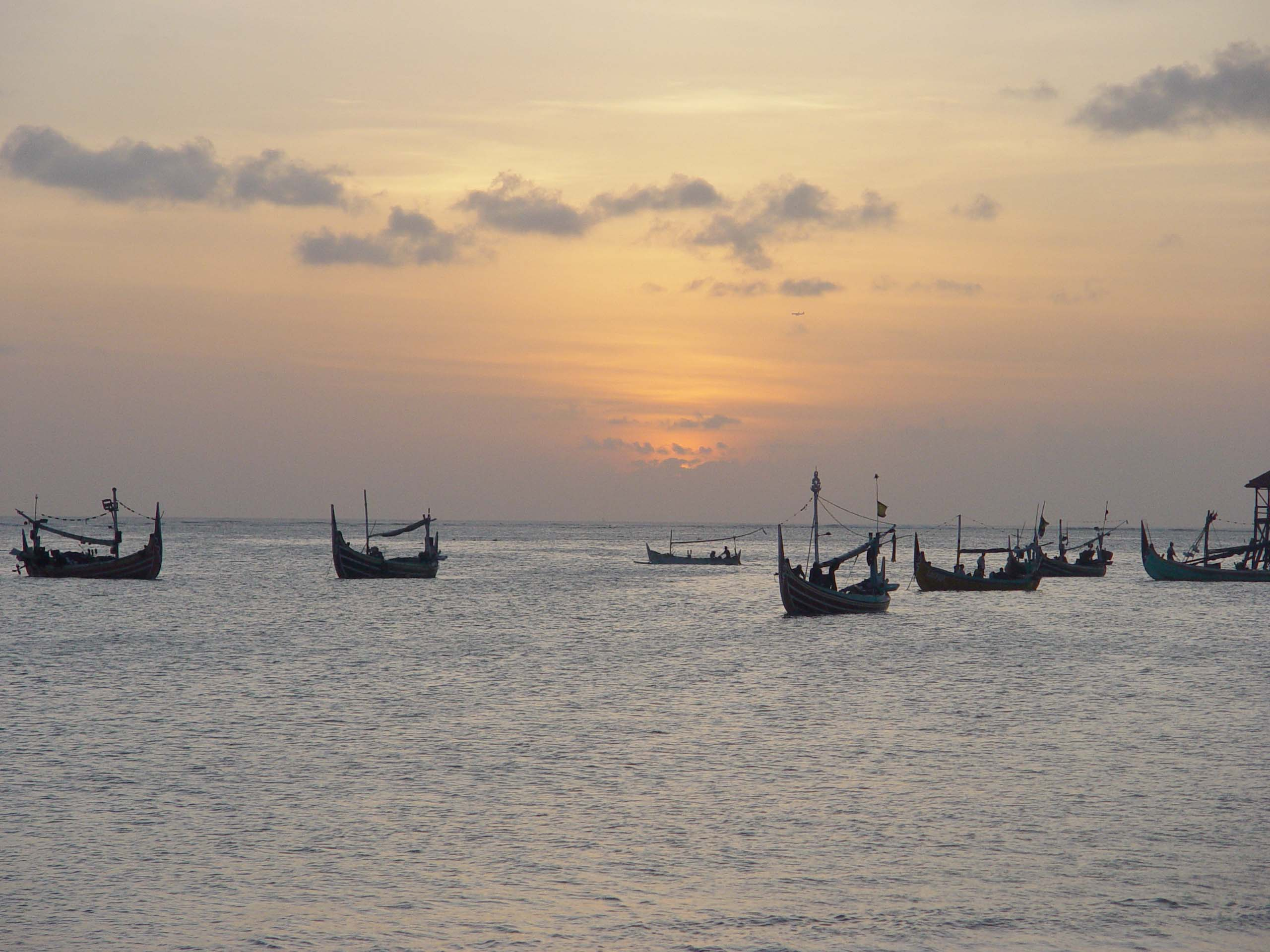
Jimbaran